# Cerchysius australiensis
Cerchysius australiensis är en stekelart som beskrevs av William Harris Ashmead 1900. Cerchysius australiensis ingår i släktet Cerchysius och familjen sköldlussteklar. Inga underarter finns listade i Catalogue of Life.